# Secugnago
Secugnago é uma comuna italiana da região da Lombardia, província de Lodi, com cerca de 1.741 habitantes. Estende-se por uma área de 6 km², tendo uma densidade populacional de 290 hab/km².
Sua posição geografica é ao meio do caminho entre Lodi e Casalpusterlengo.

## Demografia
| Variação demográfica do município entre 1861 e 2011                               |
|                                                                                   |
| Fonte: Istituto Nazionale di Statistica (ISTAT) - Elaboração gráfica da Wikipedia |

Faz fronteira com Turano Lodigiano, Mairago, Brembio, Casalpusterlengo.